# We Bought a Zoo
We Bought a Zoo és una pel·lícula estatunidenca del 2011 dirigida per Cameron Crowe i protagonitzada per Matt Damon, Thomas Haden Church, Colin Ford i Scarlett Johansson. La història es basa en les memòries de Benjamin Mee, que narren la història de quan ell i la seva família van fer servir tots els estalvis per comprar el zoològic Dartmoor Zoological Park, amb dos-cents animals exòtics, en una zona rural de Devon, Anglaterra. Tot i així, la pel·lícula trasllada l'acció a un zoo anomenat Rosemoor Wildlife Park, a Califòrnia.

## Argument
Vidu des de fa poc, Benjamin Mee (Matt Damon) està de dol per la pèrdua de la seva dona i per altres qüestions quotidianes, com gestionar l'expulsió de l'escola del seu fill de 14 anys Dylan (Colin Ford). Amb tot això, decideix començar de nou, deixa la feina i vol comprar una casa en un altre lloc. Recorre moltes cases amb la seva filla de 7 anys, Rosie (Maggie Elizabeth Jones), i el seu agent immobiliari, el Sr. Stevens (JB Smoove), però no en troba cap fins que en veuen una que sembla la casa perfecta. És una casa gran al mig del camp i Benjamin li diu a l'agent immobiliari que és perfecta. Quan senten un lleó, Stevens explica que tot és més complicat: la casa té un zoològic, que es va tancar ja feia un parell d'anys. Si volen la casa, han de comprar el zoològic.

## Repartiment
- Matt Damon: Benjamin Mee[4]
- Scarlett Johansson: Kelly Foster
- Thomas Haden Church: Duncan Mee,[5]
- Colin Ford: Dylan Mee,[6]
- Maggie Elizabeth Jones: Rosie Mee
- Angus Macfadyen: Peter MacCreedy
- Elle Fanning: Lily Miska,[7]
- Patrick Fugit: Robin Jones; the zoo's craftsman and is Crystal the monkey's owner.[7]
- John Michael Higgins: Walter "Walt" Ferris
- Carla Gallo: Rhonda Blair
- J.B. Smoove: Mr. Stevens
- Stephanie Szostak: Katherine Mee
- Desi Lydic: Shea Seger
- Peter Riegert: Delbert McGinty